# Sébastien Meoli
Sébastien Meoli est un joueur de football italien et suisse né le 2 août 1980. Il joue au poste de défenseur.

## Palmarès
- Avec le FC Sion :
  - Vainqueur de la Coupe de Suisse en 2006.

- Avec le FC Lausanne-Sport :
  - Champion de Challenge League en 2011.
  - Finaliste de la Coupe de Suisse en 2010.